# Lackawanna, New York
Lackawanna este un oraș american, situat în Comitatul Erie, Statul New York, Statele Unite ale Americii.

## Descriere
La recensământul care a fost organizat în Statele Unite ale Americii, în 2010, orașul număra 18.141 de locuitori.
Cu o suprafață totală de 15,9 km², densitatea populației era de 1.183,277 locuitori pe 1 km².

## Personalități
- Astronomul american de origine română Nicholas Sanduleak s-a născut în orașul Lackawanna, în anul 1933.